# Maindu (Montong)
Maindu is een bestuurslaag in het regentschap Tuban van de provincie Oost-Java, Indonesië. Maindu telt 3618 inwoners (volkstelling 2010).